# 費爾南特島潯鱈
費爾南特島潯鱈，為輻鰭魚綱鱈形目稚鱈科的其中一種，分布於東南太平洋胡安·費爾南德斯群島海域，為亞熱帶海水魚，棲息在淺水域，生活習性不明。